# Daniele Molmenti
Daniele Molmenti (Pordenone, 1 de agosto de 1984) es un deportista italiano que compite en piragüismo en la modalidad de eslalon.
Participó en dos Juegos Olímpicos de Verano, Pekín 2008 y Londres 2012, obteniendo una medalla de oro en 2012 en la prueba de K1 individual. Ganó 6 medallas en el Campeonato Mundial de Piragüismo en Eslalon entre los años 2005 y 2013, y 8 medallas en el Campeonato Europeo de Piragüismo en Eslalon entre los años 2004 y 2015.

## Palmarés internacional
| Juegos Olímpicos   | Juegos Olímpicos         | Juegos Olímpicos  | Juegos Olímpicos |
| Año                | Lugar                    | Medalla           | Competición      |
| ------------------ | ------------------------ | ----------------- | ---------------- |
| 2012               | Londres (Reino Unido)    | Medalla de oro    | K1 individual    |
| Campeonato Mundial |                          |                   |                  |
| Año                | Lugar                    | Medalla           | Competición      |
| 2005               | Penrith (Australia)      | Medalla de plata  | K1 por equipos   |
| 2006               | Praga (República Checa)  | Medalla de plata  | K1 por equipos   |
| 2010               | Liubliana (Eslovenia)    | Medalla de oro    | K1 individual    |
| 2010               | Liubliana (Eslovenia)    | Medalla de bronce | K1 por equipos   |
| 2011               | Bratislava (Eslovaquia)  | Medalla de bronce | K1 por equipos   |
| 2013               | Praga (República Checa)  | Medalla de oro    | K1 por equipos   |
| Campeonato Europeo |                          |                   |                  |
| Año                | Lugar                    | Medalla           | Competición      |
| 2004               | Skopie (Macedonia)       | Medalla de bronce | K1 individual    |
| 2005               | Tacen (Eslovenia)        | Medalla de bronce | K1 por equipos   |
| 2008               | Cracovia (Polonia)       | Medalla de plata  | K1 individual    |
| 2008               | Cracovia (Polonia)       | Medalla de plata  | K1 por equipos   |
| 2009               | Nottingham (Reino Unido) | Medalla de oro    | K1 individual    |
| 2011               | Seo de Urgel (España)    | Medalla de oro    | K1 individual    |
| 2012               | Augsburgo (Alemania)     | Medalla de oro    | K1 individual    |
| 2015               | Markkleeberg (Alemania)  | Medalla de bronce | K1 por equipos   |